# Eucera illinoensis
Eucera illinoensis är en biart som först beskrevs av Robertson 1902.  Eucera illinoensis ingår i släktet långhornsbin, och familjen långtungebin. Inga underarter finns listade i Catalogue of Life.